# Folhinha Eclesiástica da Arquidiocese de Mariana
Folhinha Eclesiástica da Arquidiocese de Mariana, ou simplesmente Folhinha de Mariana, é um famoso calendário que é impresso anualmente. Diferentemente, porém, dos calendários convencionais, que mostram, normalmente, os dias do ano, os feriados nacionais e fases da Lua, a Folhinha de Mariana traz ainda orações, instruções religiosas, tabela do amanhecer e do anoitecer, datas das festas, dias de penitência, todos os santos católicos, horóscopo, feriados, época de plantio, resoluções do Conselho Nacional dos Bispos do Brasil (CNBB) e dados biográficos do Papa católico.
O escritor Carlos Drummond de Andrade, em uma crônica publicada no Jornal do Brasil do dia 27 de Dezembro de 1973, à página 5 do primeiro caderno, sob a epígrafe "A Boa Folhinha", assim se expressou sobre este calendário: “Ela não quer iludir-nos com as pompas deste mundo. Adverte-nos que há dias de penitência, esta última comutada em obras de caridade e exercícios piedosos. Para cada dia do ano, o santo, a santa ou os santos que nos convém aceitar, como companheiros de jornada: breve companhia, companhia sempre variada, e o ano escoam sob luz tranqüila, mesmo que o tempo seja brusco e haja abundância de água. Vamos à boa, veraz, singela e insubstituível Folhinha de Mariana”.

## Histórico
Foi criada em 1870 por padres católicos como sucessora da Folhinha de Rezas do Bispado de Mariana de 1830. Desde então, a Folhinha foi publicada todos os anos, sem nenhuma interrupção. Atualmente, são impressos e vendidos mais de 350 mil exemplares.
As "previsões" da Folhinha de Mariana são baseadas no "Lunário Perpétuo", um livro raríssimo escrito em terras lusitanas, no Século XVII, por um autor desconhecido, que contém tabelas com cálculos para descobrir o regulamento do tempo. Segundo consta, só existem dois exemplares originais do Lunário Perpétuo no mundo - um está em Portugal e o outro em Mariana.

## Prêmios e Honrarias
- Patrimônio Imaterial
- No dia 26 de maio de 2006, a Federação das Indústrias do Estado de Minas Gerais (FIEMG) concedeu à Folhinha Eclesiástica de Mariana a Comenda “Construtores do Progresso”, tornando-a patrimônio cultural de grande relevância em Minas e em todo o Brasil.[5]
- Em 2016, foi reconhecida como Patrimônio Imaterial da cidade de Mariana-MG, devido à sua importância cultural, histórica, social e simbólica para o município.[7]

## Ver Também
- Arquidiocese de Mariana